# Joan Queralt
Joan Josep Queralt Jiménez (Barcelona; 23 de enero de 1951) es un político, jurista y profesor especializado en derecho penal.

## Biografía
Licenciado en Derecho por la Universidad de Barcelona en 1972 y Doctorado por la Universidad Autónoma de Barcelona en 1982, ambos con el Primer Premio Extraordinario. Ha ejercido de profesor universitario en la UB (1972-1975), UAB (1977-1991) y en la Universidad de Las Palmas de Gran Canaria (1991-1995).
Entre 1988 y 1992 fue Letrado del Tribunal Constitucional de España.
Desde 1995 es Catedrático de Derecho Penal de la Universidad de Barcelona. Director del Departamento de Derecho Penal y Criminología y Derecho Internacional público y Relaciones Internacionales de 2016 a 2021.
Elegido senador en la xv legislatura por la circumscripción de Barcelona.